# Triunfo (Pernambuco)
Triunfo, amtlich Município de Triunfu, ist mit rund 1000 m über dem Meeresspiegel die am höchsten gelegene Ortschaft im Bundesstaat Pernambuco in Brasilien. Die Stadt liegt im Landesinneren, ca. 357 km Luftlinie von der in der Altstadt der Bundeshauptstadt Recife liegenden und den Anfangspunkt aller Entfernungen in Pernambuco bestimmenden Säule auf der Praça do Marco Zero entfernt.
Triunfo liegt hauptsächlich um einen Stausee herum angeordnet. Der Mittelpunkt von Triunfo ist der direkt am See liegende Platz vor dem von 1919 bis 1922 erbauten Cine Teatro Guarany. Dort werden die großen Feste gefeiert und die Jugend trifft sich dort abends nach der Schule.
Triunfo selbst, wie auch der mehrere Kilometer entfernte Ortsteil Jérico, liegen direkt an der Grenze zum Bundesstaat Paraíba.

## Verkehr
Die Stadt liegt nur wenige KM entfernt von der in Recife beginnenden Bundesstraße BR-232 und ist mit dem Auto aus Richtung Serra Talhada oder aus Flores kommend über Serpentinenstraßen zu erreichen. Eine Busverbindung in die Bundeshauptstadt Recife ist einmal täglich vom kleinen zentralen Busbahnhof Terminal Rodoviária aus verfügbar. Die Fahrzeit über Nacht beträgt rund 8 Stunden. Der nächstgelegene internationale Flughafen befindet sich im Großraum Recife.
Öffentlicher Nahverkehr ist nur sehr eingeschränkt vorhanden. Personen und Waren werden meist zu Fuß oder mit Lasteseln und Pferden in die außerhalb gelegenen Häuser transportiert. Im Stadtgebiet oder zu damit erreichbaren Orten in näherer Umgebung kann man sich auch relativ günstig als Beifahrer auf kleinen Motorrädern, genannt Mototaxi, zum Ziel bringen lassen. Der zentrale Sammelplatz der Mototaxis ist vor dem Theater am See. Einige geländegängige Kombifahrzeuge nahe dem Busbahnhof bieten einen mehr oder weniger regelmäßigen Transport in umliegende Dörfer und einige Sítios an, den man sich mit vielen anderen Personen und Waren teilen muss. 

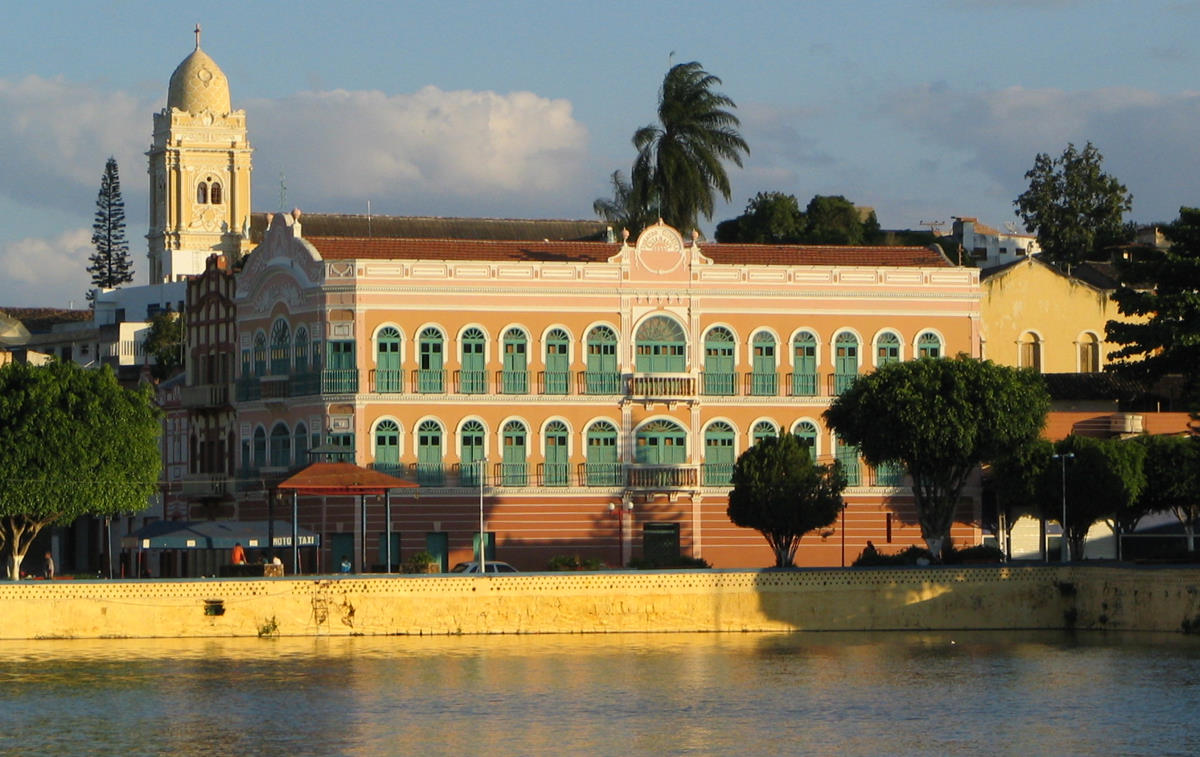
Cine Teatro Guarany im Zentrum

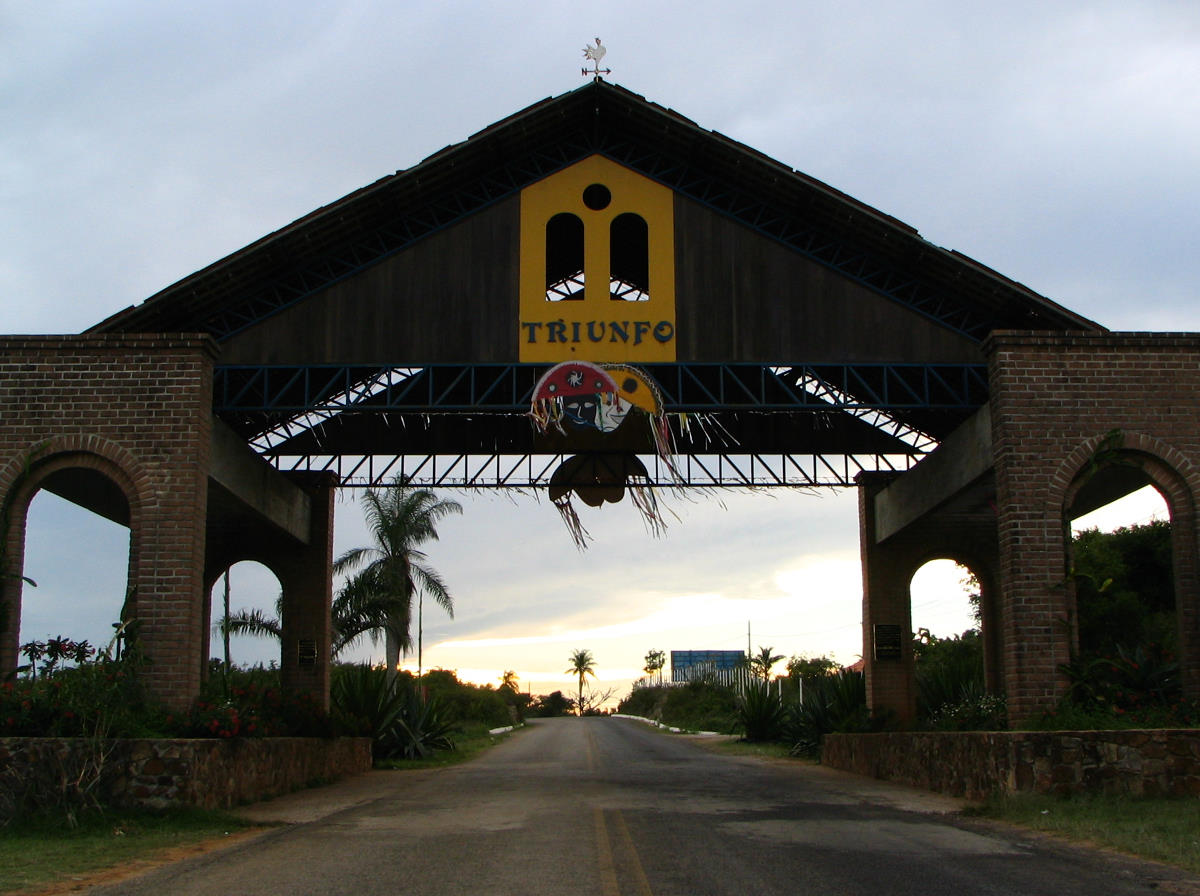
Oberes Stadtportal

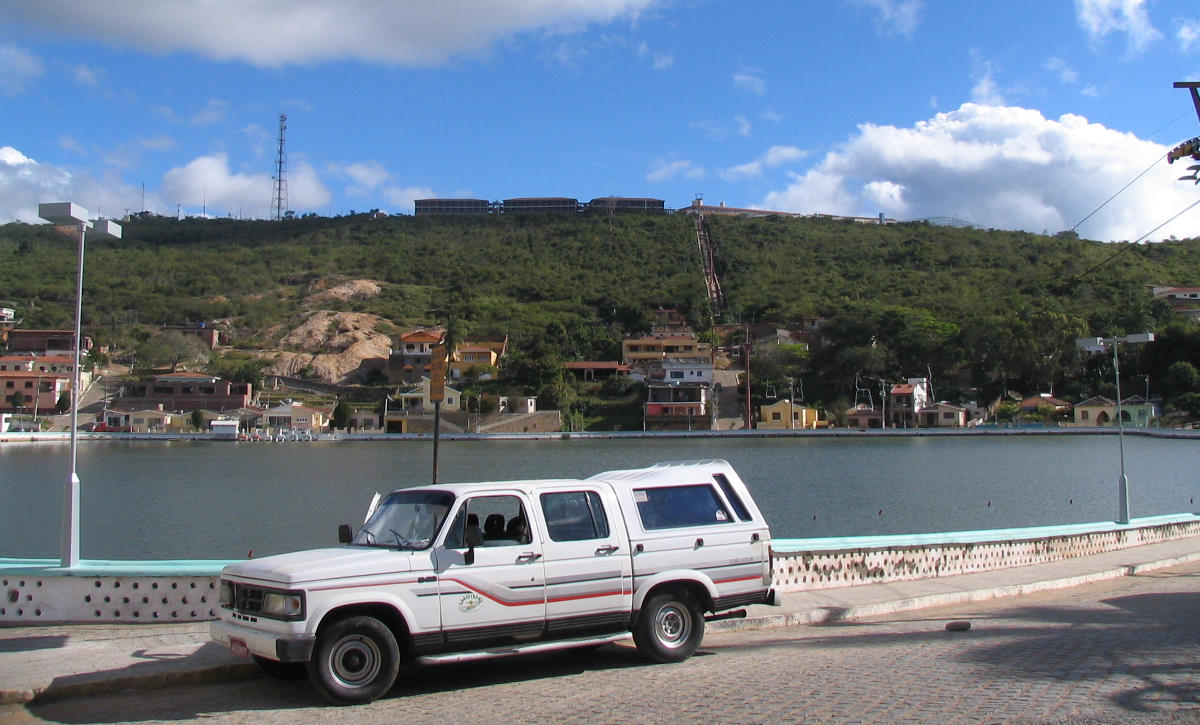
Off-Road Taxi und Seilbahn

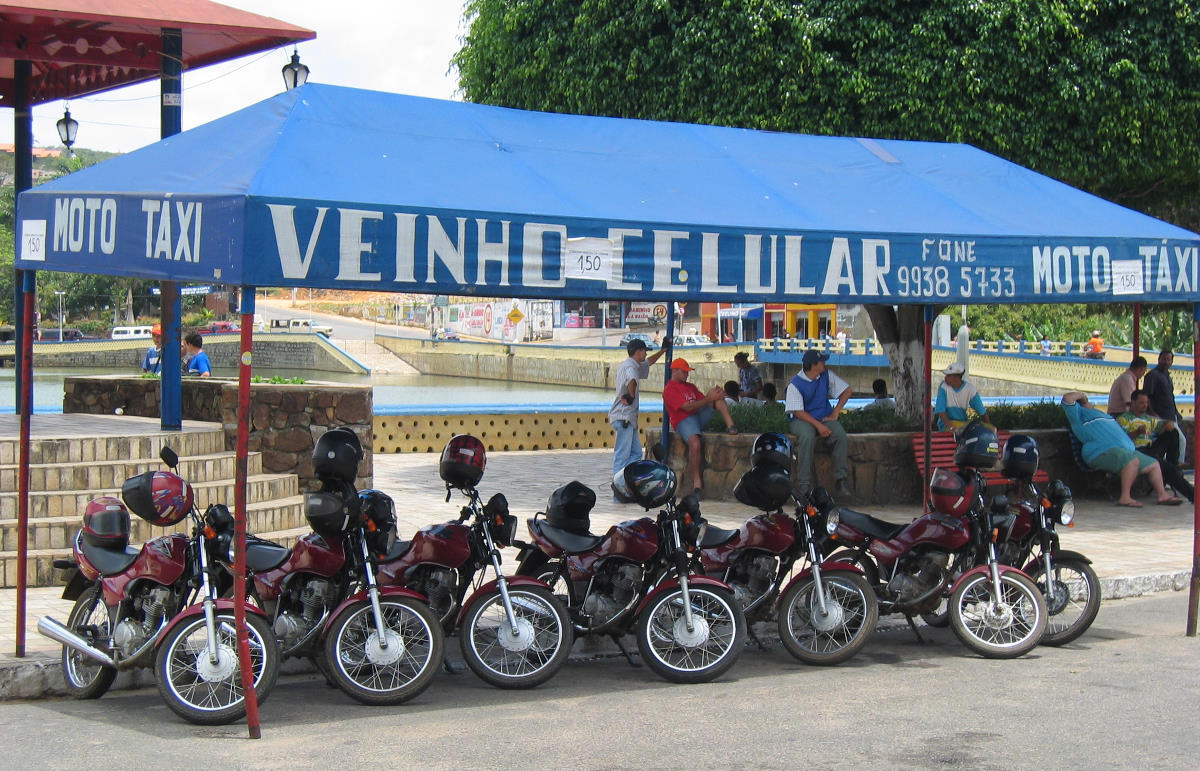
Motorrad-Taxi Stand am See

## Tourismus
Der Ort ist bei Touristen für sein milderes Klima beliebt. Die kälteste jemals gemessene Temperatur in Triunfo ist 8 °C. Der Karneval von Triunfo ist weit über die Grenzen der Stadt hinaus berühmt und wird bei üblicherweise hochsommerlichen Temperaturen lautstark von Tausenden gefeiert. Einer der touristischen Anziehungspunkte ist der „Águas Parque“, ein in mehreren Ebenen angelegter Wasser- und Freizeitpark. Das Museum „Museu do Cangaço“ in der Stadt zeigt neben Haushaltsgegenständen vergangener Generationen auch Gegenstände von Lampião, einem Anführer einer brutalen Bande, der aber in Brasilien als eine Art Volksheld gefeiert wird. Außerdem findet man dort auch Dokumente und beschriftete Kisten in Deutscher Sprache aus dem ehemaligen Kloster „Stella Maris“.
In der näheren Umgebung befinden sich mehrere interessante Wasserfälle mit den Namen Cachoeira do Grito, Cachoeira do Brocotó, Cachoeira de Canaã und dem größten, mehrstufigen Wasserfall der Region Cachoeira do Pinga. Der höchste Punkt im Bundesstaat Pernambuco ist mit rund 1260 m der Pico do Papagaio und liegt ebenfalls im Gebiet von Triunfo. Auf diesem steht eine verlassene Sendestation.
Es gibt einfache Übernachtungsmöglichkeiten, sogenannte Pousadas, aber auch mehrere Hotels mit Restaurant sowie ein im Jahr 2005 über der Stadt eröffneter Hotelkomplex, der vom See im Zentrum aus auch mit einer eigens dafür gebauten Seilbahn erreicht werden kann.

## Weitere Informationen
Um Triunfo dominiert der Anbau von Zuckerrohr. Aus dem Zuckerrohr wird durch mehrmaliges aufkochen Rapadura gewonnen, eine braune Zuckermasse. Durch Veredelung auch Cachaça, ein Zuckerrohrschnaps.
Die Zeit wird wegen der Nähe zum Äquator im gesamten Bundesstaat nicht im Rahmen von Sommerzeit umgestellt.
Die Telefonvorwahl des Código-Bereiches in dem Triunfo liegt ist (87). Alle Telefonnummern in Triunfo beginnen mit Ziffern 3846.
Laut Überlieferungen bezieht sich der Name der Stadt auf einen gewonnenen Kampf gegen die im Tal liegende Stadt Flores.
Früher umfasste das Gebiet von Triunfo auch die mittlerweile eigenständige Stadt Santa Cruz da Baixa Verde, etwa 5 km westlich gelegen.
Auf fast allen in letzter Zeit veröffentlichten Straßenkarten wird eine nicht existierende Route, von Serra Talhada direkt nach Triunfo angegeben, die nicht, wie tatsächlich, durch das Dorf Jatiúca-PE und die Stadt Santa Cruz da Baixa Verde-PE führt. Aufgrund der großen Höhenunterschiede der beiden Städte ist eine solche direkte Strecke aber nicht möglich.
In Triunfo gibt es eine funktionierende Müllabfuhr, 1- bis 2-mal pro Woche können die auf den Häusern stehenden Wasserbehälter mit Frischwasser gefüllt werden, die Spannung der üblicherweise 2-polig ausgeführten Steckdosen beträgt 220 V bei 60 Hz. Gelegentliche Stromausfälle, besonders bei heftigen Gewittern, sind zu erwarten.